# Опалесценција
Опалесценција је преливање боја, настало распршивањем светлости на микроскопски суспендованим честицама у атмосфери. Опалесценција се односи на оптички феномен запажен код минералоида опала (хидратисан силицијум-диоксид, SiO2xnH2O).
Опал се у природи налази у више облика. Идиохроматски је безбојан, мада је чешће обојен, због присуства различитих примеса. Племенити варијетети лепих боја су цењени као драги камен (нпр. Аметист). Поред тога, постоји ватрени опал, млечни опал, црни опал, итд., сваки је са другачијим оптичким ефектом, тако да одређено значење варира у зависности од контекста.
Оптички ефекти, запажени на различитим врстама опала, су резултат рефракције (преламања светлости, уочене код драгог камена и ватреног опала) и рефлексије (одсјај, уочен код обичног опала).Ове појаве настају због слојевитости, размака и величине безбројних микроскопских силицијум-диоксидних сфера, чија физичка структура укључује воду (или ваздух). Када су величина и размак силика сфера релативно мали, преовладава плаво-зелена боја услед рефракције, када су релативно већи, виде се жуто-наранџасто-црвене боје услед рефракције, а ако су још већи, онда се рефлектује млечно-магловити сјај.
Општа дефиниција опалесцентног је млечна иридесценција(појава дугиних боја), запажена код модификације опала – драгог камена, која веома добро описује визуелни ефекат драгог камена. Опалесценцију лаици обично користе као синоним за иридесценцију. С друге стране, обичан опал не показује иридесценцију, али често се у камену појављује магловит сјaј светлости – појава коју гемолози дефинишу искључиво као опалесценцију. Магловит сјај, који се појављује код опала, је облик адуларесценције (млечно-плавкаст сјај, или сјај који потиче са површине кристала). Ватрени опал је релативно провидан драги камен са живописном жуто-наранџасто-црвеном бојом и ретко показује иридесценцију.
У физици, неки случајеви опалесценције могу бити везани за дихроизам (појава две боје или двобојност кристала када се посматра из различитих углова), који је запажен у високо диспергованим системима мале непрозирности. Због Рејлијевог (Lord Rayleig) распршења, проласком беле светлости кроз прозиран материјал, појављује се жућкасто-црвена боја иза материјала, а сам материјал добија плаву боју од рсипања светлости која продире кроз материјал вертикално.